# Оскар Сантана Леон
Оскар Сантана Леон (Oscar Santana León) — кубинський дипломат. Тимчасовий повірений у справах Республіки Куба в Україні та Молдові за сумісництвом.

## Життєпис
Радник, Заступник посла, Посольства Республіки Куба в Києві.
У 2016—2018 рр. — Тимчасовий повірений у справах Куби в Україні. 
Під час святкування річниці кубинської революції 1959 року у своєму виступі Оскар Сантана Леон зазначив плідні і міцні відносини між Україною та Кубою, а також нагадав, що його країна безоплатно допомогла Україні врятувати життя і здоров'я більш ніж 24-х тисяч дітей, які постраждали від «мирного атома» в 1986 році.